# ツマンスキー R-11

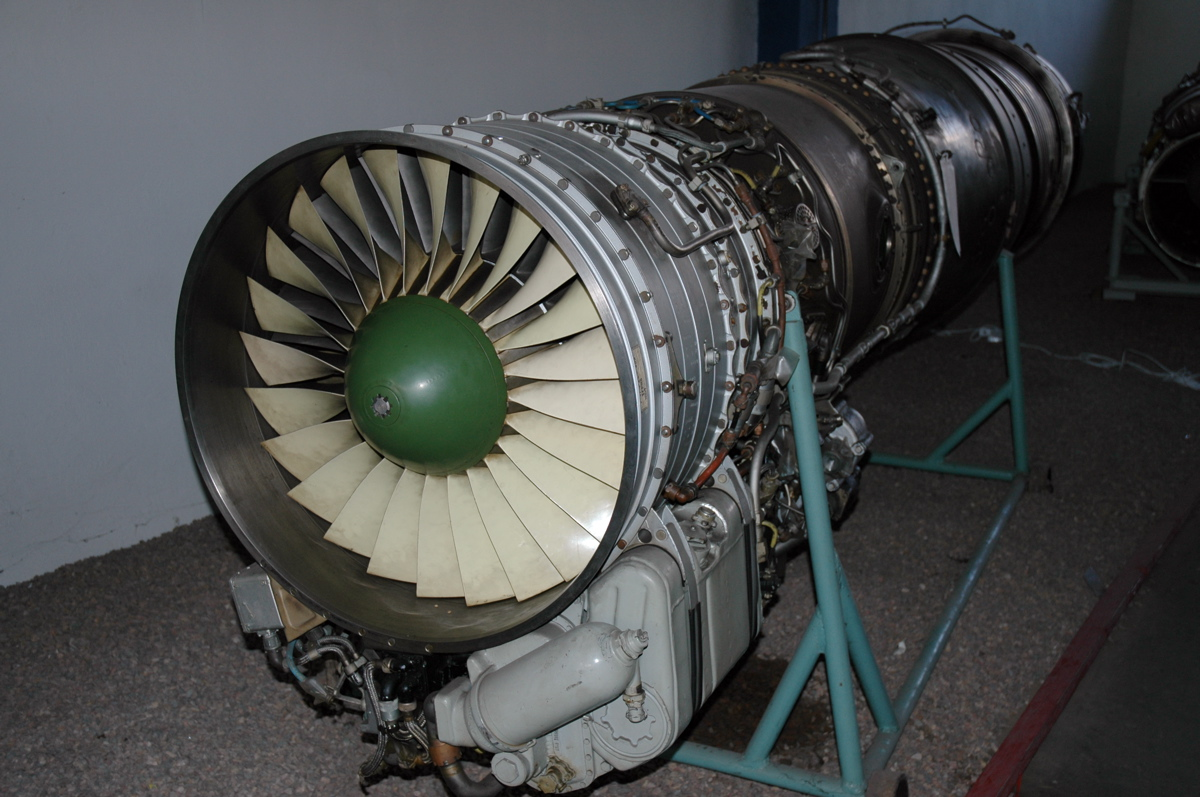
Polish Aviation Museumで展示中のR-11

R-11はツマンスキー設計局が設計したソビエト連邦初の2軸式ターボジェットエンジンである。初期名称はAM-11であった。1956年初期から導入が進められた。

## 開発
ツマンスキー R-11 は、Yak-25RV 偵察機用の2軸式高高度非アフターバーナー ターボジェットエンジンとしてA・A・ミクーリン、S・K・ツマンスキー、B・S・スチェッキンにより開発された。
基本設計は非常に良好で、発展型として試験開発された ツマンスキー R-21のほか、ツマンスキー R-13 及びツマンスキー R-25 がある。
合計20,900台が製造されている。

## 派生型と搭載機
- R-11V-300 - 原型版。高高度非アフターバーナー型。
- R-11F-300 (R-37F) - アフターバーナー追加版。1956年より追加生産。MiG-21F/P/Uにて使用。Ye-152Aにて2基使用。
- R-11AF-300 - ヤコブレフ Yak-28B/L/U 用改良型。
- R-11F2-300 - 新型圧縮機／アフターバーナー／ノズルを搭載。MiG-21P/PF/FLにて使用。
- R-11AF2-300 - R-11F2-300をYak-28I/L/Uに適合させた改良版。
- R-11F2S-300 - MiG-21PFM/PFS/S/M/U/US及び Su-15/UT/UM用アップグレード版。
- WP-7 (渦噴-7) - R-11の中国製コピー版。J-7 (殲撃七型) にて使用。J-8 (殲撃八型) にて2基使用。

## 諸元 (R-11F2S-300)
一般的特性
- 形式: アフターバーナー付 2軸式ターボジェットエンジン
- 全長: 4,600 mm
- 直径: 906 mm
- 乾燥重量: 1,124 kg

構成要素
- 圧縮機: 低圧圧縮機 3段、高圧圧縮機 5段

性能
- 推力: 

  - 38.7 kN (8,708 lbf) ミリタリー出力
  - 60.6 kN (13,635 lbf) アフターバーナー使用時
- 全圧縮比（英語版）: 8.9:1
- タービン入口温度: 955 ℃ (1,750 華氏)
- 燃料消費率: 

  - 97 kg/(h・kN) (0.95 lb/(h・lbf)) アイドル時
  - 242 kg/(h・kN) (2.37 lb/(h・lbf)) アフターバーナー使用時
- 推力重量比: 53.9 N/kg (5.5:1)

## 文献
- Bill Gunston. World Encyclopedia of Aero Engines. Cambridge, England. Patrick Stephens Limited, 1989. ISBN 1-85260-163-9